# Gerolf Bouwmeester
G.J. (Gerolf) Bouwmeester (Zwolle, 10 juni 1972) is een Nederlandse D66-politicus en bestuurder. Sinds 7 september 2017 is hij burgemeester van Leusden.

## Levensloop
Bouwmeester groeide op in Zwolle. Na zijn middelbareschooltijd vervulde hij zijn militaire dienstplicht onder andere in Amersfoort en Seedorf, Duitsland. In 1994 verhuisde hij naar Amsterdam en studeerde geschiedenis aan de Vrije Universiteit Amsterdam waar hij later de graad van Bachelor of Arts behaalde.
Bouwmeester was werkzaam als raadsgriffier bij de gemeenten Sassenheim, Zoeterwoude, Leusden en Druten en als plaatsvervangend raadsgriffier/juridisch adviseur bij de stadsdelen Amsterdam-Noord en Zeeburg en de gemeente Zaanstad.

## Politieke loopbaan
In 1998 werd Bouwmeester namens D66 actief in het stadsdeel Bos en Lommer. In de periode tot 2010 vervulde hij diverse functies. Hij was onder meer fractievoorzitter van D66. In maart 2010 werd hij lid van de gemeenteraad van Amsterdam en maakte onder meer deel uit van de Raadscommissies Verkeer, vervoer en luchtkwaliteit en Werk, inkomen, participatie en armoedebeleid.
Op 7 april 2014 werd Bouwmeester benoemd tot voorzitter van het algemeen en dagelijks bestuur van het stadsdeel Amsterdam-West. In die functie had hij onder meer de portefeuilles Algemene en juridische zaken en bestuur, Openbare orde en veiligheid, Economische zaken, Kunst en cultuur en Milieu en duurzaamheid.
Met ingang van 7 september 2017 is Bouwmeester benoemd tot burgemeester van Leusden en heeft hij de portefeuilles Bestuurlijke zaken, Openbare orde en veiligheid, Citymarketing, Publieke dienstverlening, Communicatie en representatie,  Personeel en Organisatie, Facilitaire zaken, Publiekszaken en Crisisopvang vluchtelingen (i.s.m. wethouder Patrick Kiel).
Op 12 december 2023 werd bekendgemaakt dat Bouwmeester met ziekteverlof is gegaan om aandacht te geven aan zijn gezondheid. Per 13 december is Frans Backhuijs als waarnemend burgemeester benoemd. Op 4 mei 2024 hervatte Bouwmeester zijn werkzaamheden.

## Persoonlijk
Bouwmeester is getrouwd en heeft drie kinderen.